# Cimetière commémoratif des Partisans à Mostar
Le cimetière commémoratif des Partisans à Mostar est situé en Bosnie-Herzégovine, sur le territoire de la ville de Mostar. Construit en 1965 sur des plans de l'architecte Bogdan Bogdanović, il est inscrit sur la liste des monuments nationaux de Bosnie-Herzégovine.

### Articles connexes

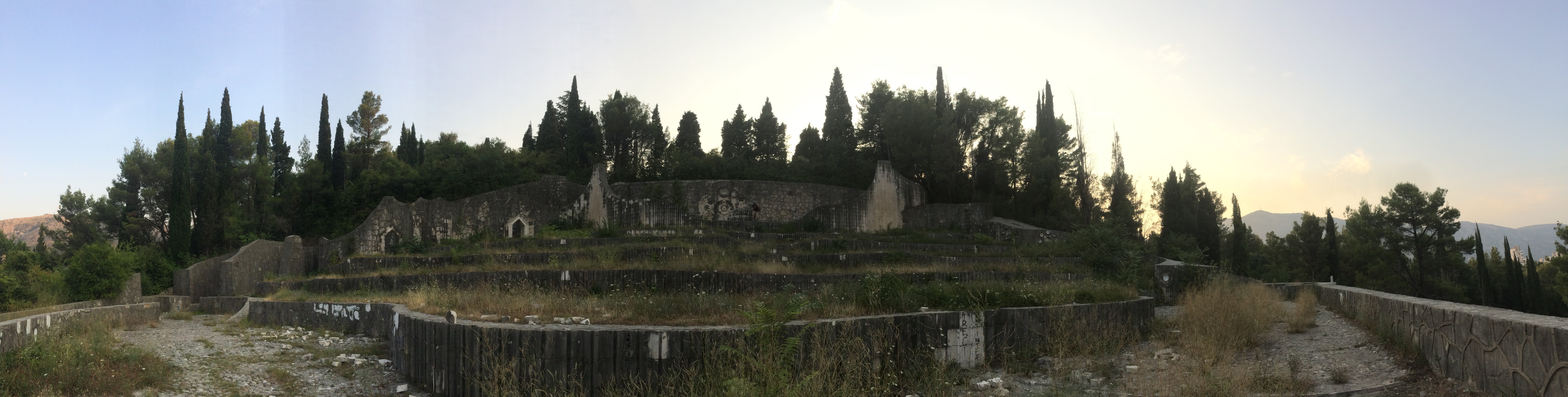
Panorama of the Partisan cemetery in Mostar